# 西乞术
西乞術（？—？），春秋時期秦國將領。出身不詳。一說是秦國戎人，姓西或西乞；一說為蹇叔之子，蹇氏，名術，字西乞。

## 生平
秦穆公三十二年（前628年），秦穆公派遣百里孟明、西乞術、白乙丙三位將軍伐鄭。蹇叔哭送軍隊，並嘆此軍一去，不見回鄉。果然晉國出兵救援鄭國，孟明、白乙丙、西乞术等三位將領在殽之戰中伏，全军覆没，被晉兵所擒，但是在晉太后文嬴（秦穆公之女、晉文公之正妻）的強力干預之下，晉襄公不得已將孟明、西乞術、白乙丙等三位將領釋放。
三人被釋归国，秦穆公向他们道歉，说是自己的过失。